# Innovateur
 (juillet 2014).
- Si vous ne connaissez pas le sujet, laissez ce bandeau (vous pouvez alors contacter les auteurs).
- Si vous supprimez le contenu mis en cause (vous pouvez préalablement contacter les auteurs),

argumentez précisément cette suppression dans la page de discussion
(un manque de référence n'est pas un argument ; une recherche réelle de référence doit avoir été effectuée, être formellement documentée).
Un innovateur est une personne qui innove, c'est-à-dire qui produit une innovation. Il se définit donc au premier titre par la nature de sa contribution, qui est nouvelle.
Il faut le distinguer d'un entrepreneur, qui, sans nécessairement apporter une contribution nouvelle, agit sur le monde et participe aussi à le transformer.

## Histoire et évolution du sens du mot
Le mot « innovateur » est apparu dans la langue française avant le XVIIe siècle.[réf. nécessaire]

### Novateurs et innovateurs
Jusque-là, on parlait plutôt de « novateur », pour désigner ce qui, depuis l'Antiquité, renvoyait aux changements de régime politique, et ce qui, au Moyen Âge, remettait en cause l'ordre établi par l'Église.
Lorsqu'il est introduit dans la langue française par l'avant-garde moderne, le mot « innovateur » l'est dans une perspective militante et positive. L'innovateur est l'individu qui, quel que soit son domaine d'activité, mais  plus particulièrement dans les arts et les sciences, porte l'étincelle du renouveau.
À partir du XIXe siècle, il devient alors courant de désigner les grands artistes, les découvreurs, inventeurs, et autres hommes politiques réformateurs sous l’appellation d'innovateur. C'est en ce sens que le mot est toujours utilisé dans les milieux scientifiques et artistiques.

## L'innovateur dans le domaine des Arts & des lettres
Eugène Delacroix dans le domaine de la peinture. Guimard en architecture. Baudelaire, en poésie. Walter Scott dans le roman

## L'innovateur dans le discours économique
Parfois identifié à l'entrepreneur de Joseph Schumpeter, avec cette capacité spécifique à tirer parti des dernières avancées scientifiques, l'innovateur fait souvent référence dans les discours économiques à l'organisation qui porte l'innovation.

## Inventeur, innovateur et entrepreneur
L'inventeur invente, c'est-à-dire à l'idée le premier d'un nouveau produit, service ou procédé, le teste et le brevette.

L'innovateur met en place la commercialisation de l'idée.

L'entrepreneur investit dans le projet d'innovation et prend les risques financiers correspondants.

## L'analyse de Christensen, Dyers et Gregersen
Leur étude distingue quatre types d'innovateurs : 
1. (1) ceux qui créent une start-up,
2. (2) les intrapreneurs (qui initient une structure innovante au sein de l'entreprise),
3. (3) les innovateurs de produits (qui inventent un nouveau produit), et
4. (4) les innovateurs de processus (qui élaborent un nouveau processus).

Clayton Christensen, Jeff Dyer, Hal Gregersen, Le Gène de l'innovateur, 2013

## Grands innovateurs
Au sens contemporain du terme, dans le monde des affaires et de l'entreprise :
- Dame Anita Roddick[2]
- Jeff Bezos (Amazon)[3]
- Richard Branson (Virgin Group) : Virgin Galactic[4]
- Michael Dell (Dell)[5]
- James Dyson : le Ballbarrow (1974), le Trolleyball (1978), l'aspirateur Dual Cyclone (1986), la machine à laver le linge Contrarotor, à deux tambours et qui sera un échec ; le sèche-mains Airblade, les ventilateurs Air Multiplier, les chauffages d'appoint Hot, etc.
- Soichiro Honda (Honda) : le Supercub, le moteur à pistons ovales, etc.
- Ingvar Kamprad (Ikea)[6]
- Steve Jobs (Apple)[7]
- Bruno Maisonnier (Aldebaran Robotics)[8],
- Godfrey Hounsfield (l'IRM)[9]
- Dietrich Mateschitz (Red Bull)
- George de Mestral (Le Velcro)
- Shigeru Miyamoto (Nintendo) : Super Mario Bros.
- Taïchi Ono (le Toyota Product System)[10]
- Larry Page (Google)[11]
- Burt Rutan (Scaled Composites) : le VariEze (1975), le Rutan Long-EZ (1980), le Beechcraft Starship (1986) SpaceShipOne (2003) SpaceShipTwo (2010)
- Howard Schultz (Starbucks)[12]
- Jimmy Wales (Wikipedia) : Wikipedia (2001), Wiktionary (2002), Wikiquote (2003), Wikisource (2003), WikiNews (2004), Wikimedia Commons (2004), Wikiversity (2006)
- Mark Zuckerberg (FaceBook)[13]

## Situation hiérarchique de l’innovateur au sein de l’entreprise
Les auteurs qui traitent d’innovation se situent  à des niveaux  hiérarchiques radicalement différents :  dirigeants (Innovating at the Top de Berger), personnes qui "pensent" de Frederick Winslow Taylor ou personnel de proximité  (L’entreprise créative de Robinson & Stern) auxquelles  correspondent des degrés de liberté différents.
Au sein d’une entreprise  existante :
- Le niveau I (Top management). Le PDG de l’entreprise  (parfois de 300 000 personnes comme Toyota ; Fujio Cho : la Prius ; l’Advanced Parking Guidance System) : Steve Jobs (Apple), John Chambers (Cisco), Alan Lafley (Procter & Gamble) ;
- Le niveau II (Middle Management). Le manager d’une unité stratégique ; Shigeru Miyamoto   (Nintendo) ; Ken Kutaragi  (Sony) ; Howard Schultz, directeur commercial au moment du lancement de Starbucks ;
- Le niveau III. Un subordonné terrain (un chercheur ou un opérateur) : Spencer Silver & Arthur Fry chez 3M ; Dave Myers chez Gore Associates (Elixir) ; Shuji Nakamura chez Nichia, etc. ;

Au sein d’une PME ou d’une  start-up :
- Le patron de la PME : Ferran Adria  (El Bulli),  Dean Kamen (Deka),  Burt Rutan  (Scaled Composites)
- Le créateur de l’entreprise (qui au départ a été une start-up) : Dieter Mateschitz (Red Bull), Mark Zuckerberg (Facebook)

En dehors d’une entreprise :
- C’est le cas de l’inventeur (Clayton Jacobson pour le Jetski)

## Innovation et leadership
Un innovateur est par essence un leader.
Le leadership de l'innovation Innovation leadership (en)

## Les qualités clefs des grands innovateurs
Deux approches : l'une par les traits, l'autre par les compétences.
La première, par les traits est celle de Jean-Philippe Deschamps, professeur à l'IMD de Lausanne. Il distingue six traits caractéristiques
La seconde par les compétences est l'enquête de Jeffrey H. Dyer, Hal B. Gregersen and Clayton M. Christensen. Ils distinguent cinq compétences qui font la différence